# Modelo Arrow-Debreu
En economía matemática, el modelo Arrow–Debreu (también conocido como modelo Arrow–Debreu–McKenzie) afirma que bajo determinados supuestos económicos (preferencias convexas, competencia perfecta e independencia de la demanda) debe existir un conjunto de precios tal que las ofertas agregadas sean iguales a las demandas agregadas para cada bien en la economía.
Este modelo es fundamental para la teoría del equilibrio general y se utiliza con frecuencia como una referencia general para otros modelos macroeconómicos. Recibe su nombre a partir de Kenneth Arrow, Gerard Debreu, y en ocasiones también Lionel W. McKenzie por sus mejoras realizadas en 1959.
El modelo AD es uno de los modelos más generalizados de una economía competitiva y es parte crucial de la teoría del equilibrio general, ya que puede utilizarse para probar la existencia de un equilibrio general (o equilibrio walrasiano) en una economía. En general, pueden existir múltiples equilibrios.[cita requerida] No obstante, con supuestos adicionales sobre las preferencias del consumidor, como que sus funciones de utilidad sean fuertemente cóncavas y dos veces continuamente diferenciables, un equilibrio único existe.[cita requerida]
Arrow (1972) y Debreu (1983) recibieron por separado el Premio Nobel de Economía por su desarrollo del modelo. McKenzie, sin embargo, no recibió el galardón.